# Alberto Fassora
Alberto Fassora (Simoca, Tucumán; 1 de diciembre de 1909 - Tafí del Valle; 27 de mayo de 1984). Fue un futbolista argentino que jugaba como delantero.

## Trayectoria

### Atlético Tucumán
Nacido en Simoca, Fassora llega a San Miguel de Tucumán en 1927 para jugar en Atlético Tucumán, ganando la Liga Tucumana ese mismo año. Por su gran juego Alberto es convocado a la selección tucumana para jugar el campeonato argentino y algunos amistosos con los equipos de Buenos Aires. En 1929 el "Decano" parte rumbo a Perú para disputar una serie de amistosos, entre ellos contra Alianza Lima, Universitario de Perú y ante nada más ni nada menos que contra la Selección de Perú, partido que ganaría Atlético por 3 a 1 con dos goles de Fassora.

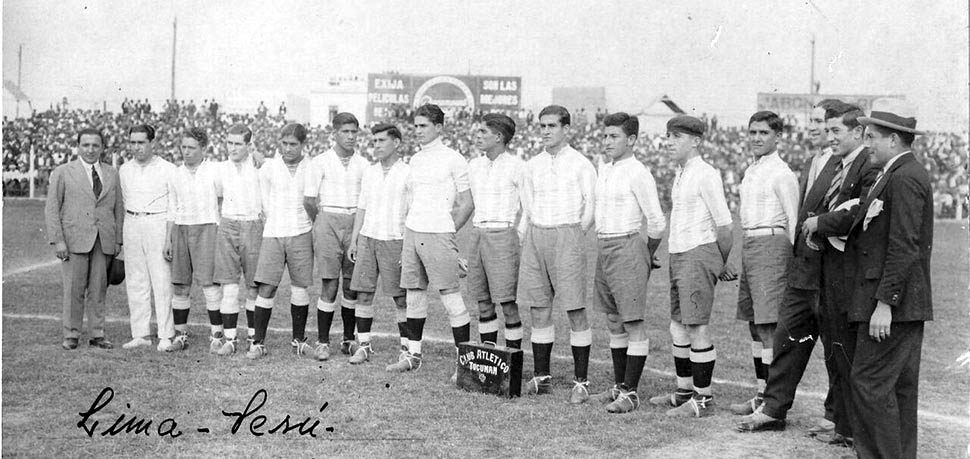
Atlético Tucumán en Lima en 1929.

### Racing
La actuación de Fassora en el equipo tucumano llamó la atención de Racing Club de Avellaneda. Club al que llegaría y Rápidamente se destacaría por su capacidad goleadora. En 1932 en la última fecha del campeonato convirtió el gol de la victoria de Racing 1 a 0 sobre Independiente, evitando así la consagración de Independiente que venía puntero hasta esa fecha y solo necesitaba el empate para dar la vuelta olímpica. Fassora convirtió un golazo de más de 30 metros amargándole la temporada a su clásico rival. En 1933 se consagraria campeón de la copa de competencia, al vencer a San Lorenzo (ese año fue el ganador del campeonato) por 4 a 0, con 2 goles de Fassora.
Es uno de los máximos goleadores del Clásico de Avellaneda. 

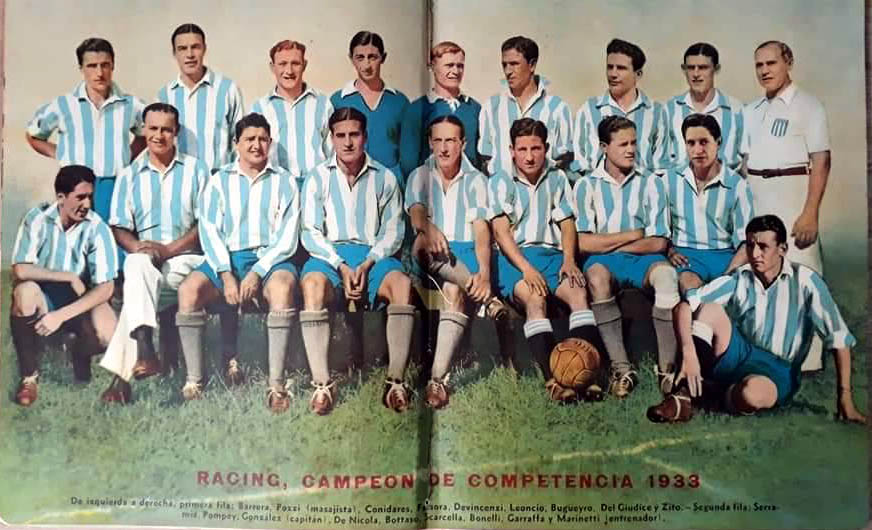

### América RJ
Fassora se mudaria a Brasil para jugar en América RJ, equipo carioca, en dónde se encontraban varios argentinos. Disputó solamente una temporada.

### Argentinos Juniors
Llegó a Argentinos Juniors para jugar en un equipo que contaba con viejas estrellas del fútbol Argentino, allí se retiraría del fútbol. 

## Selección Argentina
En 1929 fue convocado para jugar el Campeonato Sudamericano de ese año con la Selección Argentina. Donde salió campeón en el viejo gasómetro de San Lorenzo ante Uruguay (Ganador de los juegos olímpicos de 1928).

## Clubes
| Club               | País      |
| ------------------ | --------- |
| Atlético Tucumán   | Argentina |
| Racing             | Argentina |
| América RJ         | Brasil    |
| Argentinos Juniors | Argentina |

## Palmarés
| Título                  | Equipo              | País      | Año  |
| ----------------------- | ------------------- | --------- | ---- |
| Liga Tucumana           | Atlético Tucumán    | Argentina | 1927 |
| Copa Competencia        | Racing              | Argentina | 1933 |
| Campeonato Sudamericano | Selección Argentina | Argentina | 1929 |